# L'Indépendant (Mali)
L'Indépendant est un quotidien malien créé par Saouti Labass Haïdara en 1996. En 2003, il emploie 30 journalistes.